# Енан (Ду)
Енан (фр. Esnans) насеље је и општина у источној Француској у региону Франш-Конте, у департману Ду која припада префектури Безансон.
По подацима из 2011. године у општини је живело 38 становника, а густина насељености је износила 10,22 становника/km². Општина се простире на површини од 3,72 . Налази се на средњој надморској висини од 360 метара (максималној 588 m, а минималној 259 m).

## Демографија
| 1962. | 1968. | 1975. | 1982. | 1990. | 1999. | 2011. |
| ----- | ----- | ----- | ----- | ----- | ----- | ----- |
| 18    | 31    | 37    | 40    | 39    | 43    | 38    |

График промене броја становника у току последњих година